# 中法越南边界通商章程
中法越南边界通商章程，又称滇粤陆路通商章程、天津协定，是清政府与法国为解决中法战争战后关于通商、领事馆设立等遗留事项而订立的一项不平等条约，该条约于1886年4月25日在天津签订，协议谈判双方分别为全权代表李鸿章与法国驻华公使戈可当（M. G. Cogordan）。因该条约未能完全满足法国利益，法国议会拒绝批准交换，因此法国政府以恭思当接替戈可当作为新一任驻华公使重新展开谈判，并于1887年6月订立了《续议商务专条》和《續議界務專條》。而《中法越南边界通商章程》直至1888年11月30日才被法国议会批准，1896年8月7日才与清政府交换批准，此外不同于《中法新约》，该条约未能在法属印度支那殖民地施行。

## 主要内容
《越南边界通商章程》共十九条:1125-1135，主要内容概括如下：
1.在保胜以上某处、谅山以北某处设关通商，允许法国在此两处通商口岸设立领事官；中国可在河内、海防二处设立领事官；
2.由陆路出口到越南北圻的中国货物应当依照法国关税税则缴纳进口税，过境转入中国内地的货物，过境税不得超过货值2%；
3.议定广西云南货物进出口税则，进口货物按中国现行海关税则减收1/5；出口货物按中国现行海关税则减收1/3；
4.法国按照最惠国国民待遇对在越南境内的华人行使裁判权；国境通商地华人和法国人、越南人间的诉讼，由中法会审；
5.互相交换逃犯。

## 谈判过程
《中法新约》第六条规定“北圻与中国之云南、广西、广东各省陆路通商章程应于此约画押后三个月内两国派员会议另定条款”:1115，因此在《中法新约》签订后不久，法国政府就任命曾起草《中法新约》法国草案的戈可当作为谈判的全权使节（1885年10月15日就任驻华公使）开展通商章程谈判。戈可当在赴中国任职前就已经起草好了通商条约草案，因此到北京后立即将24条协议草案送到总理衙门。草案要求在云南边境地区开放几个通商地，并允许法国在商埠设立领事馆；清政府享有在越南北部设置领事的互惠权利；在《中法新约》规定的越南北部“各大城镇”的领事设置区域内，清政府可在河内、海防设置领事，在谅山、保胜设置副领事。
清政府命令北洋大臣李鸿章负责同戈可当进行通商章程谈判。1885年12月6日，总理衙门给李鸿章寄信传达总理衙门对法国各条草案的意见，命李鸿章按照总理衙门的意见与戈可当交涉。
全权代表开始交涉前，法国驻华使团参赞卜法德（FranCois Edmond Bruwaert)、领事白藻泰、翻译微席叶（ Arnold Jaques Antoine Vissière)和天津海关道周馥（伍廷芳也在座）于1886年1月16日、1月19日、1月21日、1月23日进行了四次预备交涉。预备交涉在关于清朝在越南地区的领事裁判权问题上未能达成协议。
1886年2月22日两位全权代表李鸿章与戈可当进行了第一次交涉，紧接着又于2月25日、3月5日、3月11日展开了三次交涉，但针对领事裁判权问题仍未能达成一致。
1886年4月25日，李鸿章与戈可当最终达成妥协签署了《中法越南边界通商章程》。